# Mössa

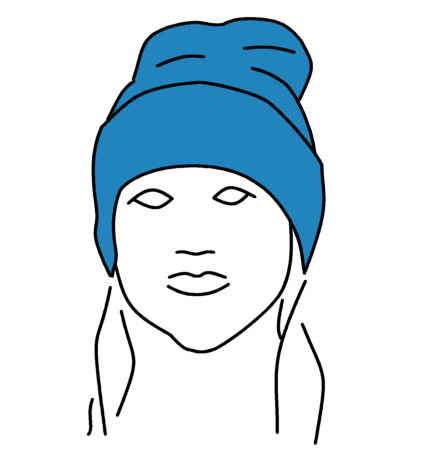
Schematisk bild av en person i en mössa.

Mössa är en typ av mjuk huvudbonad av tyg, läder eller garn, med eller utan skärm. Ordet mössa kan även beteckna huvudbonader i allmänhet.
En mössa kan ha snören eller band som knyts eller knäpps under hakan. Detta hjälper till att hålla mössan på plats, så att den inte faller av eller glider på ett obekvämt sätt. Banden bör knäppas stramt för att hålla mössan väl på plats. Mössor för barn brukar ha knytband men det är även vanligt att mössor för vuxna har knytband. 
Förr användes mössor huvudsakligen som värmande plagg av allmogen samt av kvinnor och barn, vilket gjorde att den hade lägre status än hatten. Från 1800-talet har mössan varit en viktig uniformspersedel.
En bit in på 2000-talet har mössan, från att tidigare endast ha använts som värmande plagg vid kallt väder, blivit allt mer använd. Den nyttjas numera inte bara som värmande plagg utan mer som ett modeplagg. Idag är det framför allt ungdomar och unga personer som bär mössa vid andra tillfällen än som värmande plagg vid kallt väder.
Namnet på 1700-talets politiska parti Mössorna var ursprungligen ett öknamn. Det gavs 1737 åt Arvid Horns anhängare, som "gick med huvudena i nattmössan".

## Historik
Mössa kallas olika slags huvudbonader som saknar brätte samt vanligen är mjuka och åtsittande. Redan under den klassiska forntiden bars mössor, i synnerhet av asiatiska folk, men även hos greker och romare, den så kallade frygiska mössan med framåtböjd topp huvudsakligen av sjöfolk och hantverkare. Hos perserna antog mössan form av mitra. Jämväl hos germanska stammar förekom en toppmössa, varur medeltidens hatt utvecklade sig. Mössan erhöll många olika, delvis flerkantiga former (utan skärm). Den undanträngdes på 1500-talet av baretten, men bibehölls hos bönder och hantverkare och kom på 1800-talet åter i allmännare bruk (med eller utan skärm), dels i armén och marinen, dels bland skolelever och studentkårer samt som resmössa, idrottsmössa och så vidare. Pälsmössan var enligt Plutarchos ett omtyckt plagg hos cimbrerna och teutonerna, och har sedermera i långliga tider burits av perserna, tatarerna, kirgiserna med flera asiatiska folk, men fick insteg i Europa först på 1600-talet som björnskinnsmössa i preussiska och österrikiska arméerna och sedermera i andra länders härar. Olika slags skinnmössor har i Europa vunnit användning som vinterplagg för bägge könen.

## Källhänvisningar
1. ↑  "mössa". NE.se. Läst 17 augusti 2014.
2. ↑  Herman Lindqvist: Historien om Sverige[sidnummer behövs]
3. ↑  Mössa i Nordisk familjebok (andra upplagan, 1913)